# Nati nel 2001
| Questa pagina contiene informazioni ricavate automaticamente dalle voci biografiche con l'ausilio del template Bio e di un bot. L'aggiornamento è periodico e automatico e ricostruisce completamente la pagina. Se manca una persona in questa lista, sei pregato di non aggiungerla, ma accertati piuttosto che la sua voce biografica contenga il template Bio e che i dati anagrafici siano correttamente compilati. Se il template Bio manca, inseriscilo tu stesso o, in alternativa, metti l'avviso {{tmp\|Bio}} che ne segnala la mancanza. Se i dati riportati sono sbagliati, correggi direttamente la voce biografica; le modifiche saranno visibili in questa lista entro pochi giorni. Per chiarimenti vedi il progetto biografie. La lista contiene solo le 3.169 persone che sono citate nell'enciclopedia e per le quali è stato implementato correttamente il template Bio. Pagina aggiornata al 18 ago 2025. |

## Senza giorno specificato(19)
- Taavi Aronpää, giocatore di football americano finlandese
- Sultan Asetuly, lottatore kazako
- Matilda Berndtsson, pallamanista e giocatrice di football americano finlandese
- Arman Darbo, attore statunitense
- Lea Drinda, attrice tedesca
- Batmagnai Enkhtüvshin, lottatore mongolo
- Ellen Fokkema, calciatrice olandese
- Manvel Khndzrtsyan, lottatore armeno
- Lilla Kizlinger, attrice e regista ungherese
- Georgios Kougioumtsidis, lottatore greco
- Elmeri Laalo, giocatore di football americano finlandese
- Tommy Mellott, giocatore di football americano statunitense
- Adilkhan Nurlanbekov, lottatore kirghiso
- Nana Olavuo, giocatrice di football americano finlandese
- Iiro Pekkarinen, giocatore di football americano finlandese
- Mukhammadkodir Rasulov, lottatore uzbeko
- Erick Torres, attore e cantante colombiano
- Kenai White, attore, musicista e modello spagnolo
- Laurin Wiegand, giocatore di football americano tedesco